# Yamaha Supercross
Yamaha Supercross est un jeu vidéo de course de moto-cross développé par Coyote Console et sorti en 2008 sur Windows, Wii, PlayStation 2 et Nintendo DS. Il a été créé en association avec la marque Yamaha.

## Accueil
- GameZone : 5/10[1]
- Jeuxvideo.com : 4/20[2]